# Stammbach (stacja kolejowa)
Stammbach (niem: Bahnhof Stammbach) – stacja kolejowa w Stammbach, w kraju związkowym Bawaria, w Niemczech. Znajduje się na linii Bamberg – Hof. Według DB Station&Service ma kategorię 7. 

## Linie kolejowe
- Linia Bamberg – Hof